# Edmundo Ramos Prevés
Edmundo Ramos Prevés (Alacant, 1874 - maig de 1918) fou un metge i polític valencià, alcalde d'Alacant durant la restauració borbònica. Fill del militar republicà Hilario Ramos Llopis. En 1895 es va llicenciar en medicina a la Universitat de València amb premi extraordinari. En 1901 es va doctorar amb premi extraordinari i es va establir com a metge a Alacant. Implicat en política, va militar des de 1909 al Partit Liberal Demòcrata de José Canalejas y Méndez, i fou regidor d'Alacant de 1902 a 1915. El 2 de gener de 1913 fou escollit alcalde d'Alacant. Durant el seu mandat va proposar la realització d'un projecte de col·lector municipal i es va enfrontar a problemes d'endeutament. Va perdre l'alcaldia després de les eleccions del 9 de novembre de 1913 i fou substituït per un conservador. Va morir el maig de 1918 a causa d'una epidèmia de grip, amb només 44 anys.